# Campeonato da Europa de Atletismo de 2018 - 200 m feminino
A prova dos 200 metros feminino do Campeonato da Europa de Atletismo de 2018 foi disputada entre os dias 10 e 11 de agosto de 2018 no Estádio Olímpico de Berlim em Berlim,  na Alemanha. 

## Recordes
Antes desta competição, os recordes mundiais e do campeonato nesta prova eram os seguintes:
|                       | Nome                     | Nacionalidade  | Tempo  | Local     | Data                   |
| --------------------- | ------------------------ | -------------- | ------ | --------- | ---------------------- |
| Recorde mundial       | Florence Griffith Joyner | Estados Unidos | 21s 34 | Seul      | 29 de setembro de 1988 |
| Recorde do campeonato | Heike Drechsler          | Alemanha       | 21s 71 | Estugarda | 29 de agosto de 1986   |
| Recorde europeu       | Dafne Schippers          | Países Baixos  | 21s 63 | Pequim    | 28 de agosto de 2015   |

## Medalhistas
| Ouro                   | Prata                 | Bronze              |
| Dina Asher-Smith (GBR) | Dafne Schippers (NED) | Jamile Samuel (NED) |

## Cronograma
Todos os horários são locais (UTC+2).
| Data         | Hora  | Evento    |
| ------------ | ----- | --------- |
| 10 de agosto | 11:45 | Bateria   |
| 10 de agosto | 19:48 | Semifinal |
| 11 de agosto | 20:45 | Final     |

## Resultados

### Bateria
Qualificação: 3 atletas de cada bateria  (Q) mais os 5 melhores qualificados (q). 
Vento:
Bateria 1: -0,3 m / s, Bateria 2: -0,5 m / s, Bateria 3: 0,4 m / s
| Posição | Bateria | Raia | Atleta                  | Nacionalidade | Tempo | Notas    |
| ------- | ------- | ---- | ----------------------- | ------------- | ----- | -------- |
| 1       | 1       | 5    | Laura Müller            | Alemanha      | 23.06 | Q,       |
| 2       | 3       | 1    | Krystsina Tsimanouskaya | Bielorrússia  | 23.07 | Q, NJ23R |
| 3       | 1       | 7    | Anna Kiełbasińska       | Polónia       | 23.20 | Q        |
| 4       | 3       | 6    | Gloria Hooper           | Itália        | 23.28 | Q        |
| 5       | 3       | 4    | Phil Healy              | Irlanda       | 23.34 | Q        |
| 6       | 1       | 1    | Sindija Bukša           | Letônia       | 23.36 | Q        |
| 7       | 2       | 7    | Rebekka Haase           | Alemanha      | 23.44 | Q        |
| 8       | 3       | 7    | Inna Eftimova           | Bulgária      | 23.56 | q        |
| 9       | 1       | 2    | Manon Depuydt           | Bélgica       | 23.59 | q        |
| 10      | 3       | 2    | Lorène Bazolo           | Portugal      | 23.60 | q        |
| 11      | 2       | 1    | Irene Siragusa          | Itália        | 23.60 | Q        |
| 12      | 2       | 5    | Martyna Kotwiła         | Polónia       | 23.62 | Q        |
| 13      | 1       | 6    | Cornelia Halbheer       | Suíça         | 23.63 | q        |
| 14      | 2       | 2    | Estela García           | Espanha       | 23.64 | q        |
| 15      | 2       | 4    | Marcela Pírková         | Chéquia       | 23.72 |          |
| 16      | 3       | 5    | Alina Kalistratova      | Ucrânia       | 23.79 |          |
| 17      | 2       | 3    | Ezinne Okparaebo        | Noruega       | 23.84 |          |
| 18      | 1       | 4    | Paula Sevilla           | Espanha       | 23.91 |          |
| 19      | 3       | 8    | Jaël Bestué             | Espanha       | 23.92 |          |
| 20      | 2       | 6    | Alexandra Bezeková      | Eslováquia    | 23.93 |          |
| 21      | 3       | 3    | Helene Rønningen        | Noruega       | 23.96 |          |
| 22      | 2       | 8    | Yana Kachur             | Ucrânia       | 24.00 |          |
| 23      | 1       | 3    | Yelyzaveta Bryzhina     | Ucrânia       | 24.21 |          |
| 24      | 1       | 8    | Charlotte Wingfield     | Malta         | 24.40 |          |

### Semifinal
Qualificação: 2 atletas de cada bateria  (Q) mais os  2 melhores qualificados (q). 
Vento:
Bateria 1: 1,1 m / s, Bateria 2: 1,4 m / s, Bateria 3: 0,2 m / s
| Posição | Bateria | Raia | Atleta                   | Nacionalidade | Tempo | Notas |
| ------- | ------- | ---- | ------------------------ | ------------- | ----- | ----- |
| 1       | 1       | 4    | Dina Asher-Smith*        | Grã-Bretanha  | 22.33 | Q     |
| 2       | 3       | 4    | Jamile Samuel*           | Países Baixos | 22.58 | Q     |
| 3       | 1       | 3    | Ivet Lalova-Collio*      | Bulgária      | 22.65 | Q     |
| 4       | 2       | 4    | Dafne Schippers*         | Países Baixos | 22.69 | Q     |
| 5       | 1       | 5    | Bianca Williams*         | Grã-Bretanha  | 22.83 | q     |
| 6       | 2       | 5    | Beth Dobbin*             | Grã-Bretanha  | 22.84 | Q     |
| 7       | 3       | 5    | Mujinga Kambundji*       | Suíça         | 22.84 | Q     |
| 8       | 1       | 7    | Laura Müller             | Alemanha      | 22.87 | Q,    |
| 9       | 2       | 3    | Sarah Atcho*             | Suíça         | 22.88 |       |
| 10      | 3       | 2    | Krystsina Tsimanouskaya  | Bielorrússia  | 23.03 | NJ23R |
| 11      | 2       | 6    | Phil Healy               | Irlanda       | 23.23 |       |
| 12      | 3       | 6    | Jessica-Bianca Wessolly* | Alemanha      | 23.26 |       |
| 13      | 3       | 3    | Jodie Williams*          | Grã-Bretanha  | 23.28 |       |
| 14      | 2       | 7    | Anna Kiełbasińska        | Polónia       | 23.29 |       |
| 15      | 3       | 7    | Irene Siragusa           | Itália        | 23.30 |       |
| 16      | 1       | 6    | Martyna Kotwiła          | Polónia       | 23.41 |       |
| 17      | 2       | 2    | Rebekka Haase            | Alemanha      | 23.42 |       |
| 18      | 2       | 8    | Gloria Hooper            | Itália        | 23.43 |       |
| 19      | 1       | 2    | Estela García            | Espanha       | 23.46 |       |
| 20      | 2       | 1    | Manon Depuydt            | Bélgica       | 23.60 |       |
| 21      | 3       | 1    | Inna Eftimova            | Bulgária      | 23.62 |       |
| 22      | 1       | 1    | Lorène Bazolo            | Portugal      | 23.80 |       |
| 23      | 1       | 8    | Cornelia Halbheer        | Suíça         | 23.98 |       |
| –       | 3       | 8    | Sindija Bukša            | Letônia       | DNS   |       |

* Atletas que entraram diretamente na semifinal. 

### Final

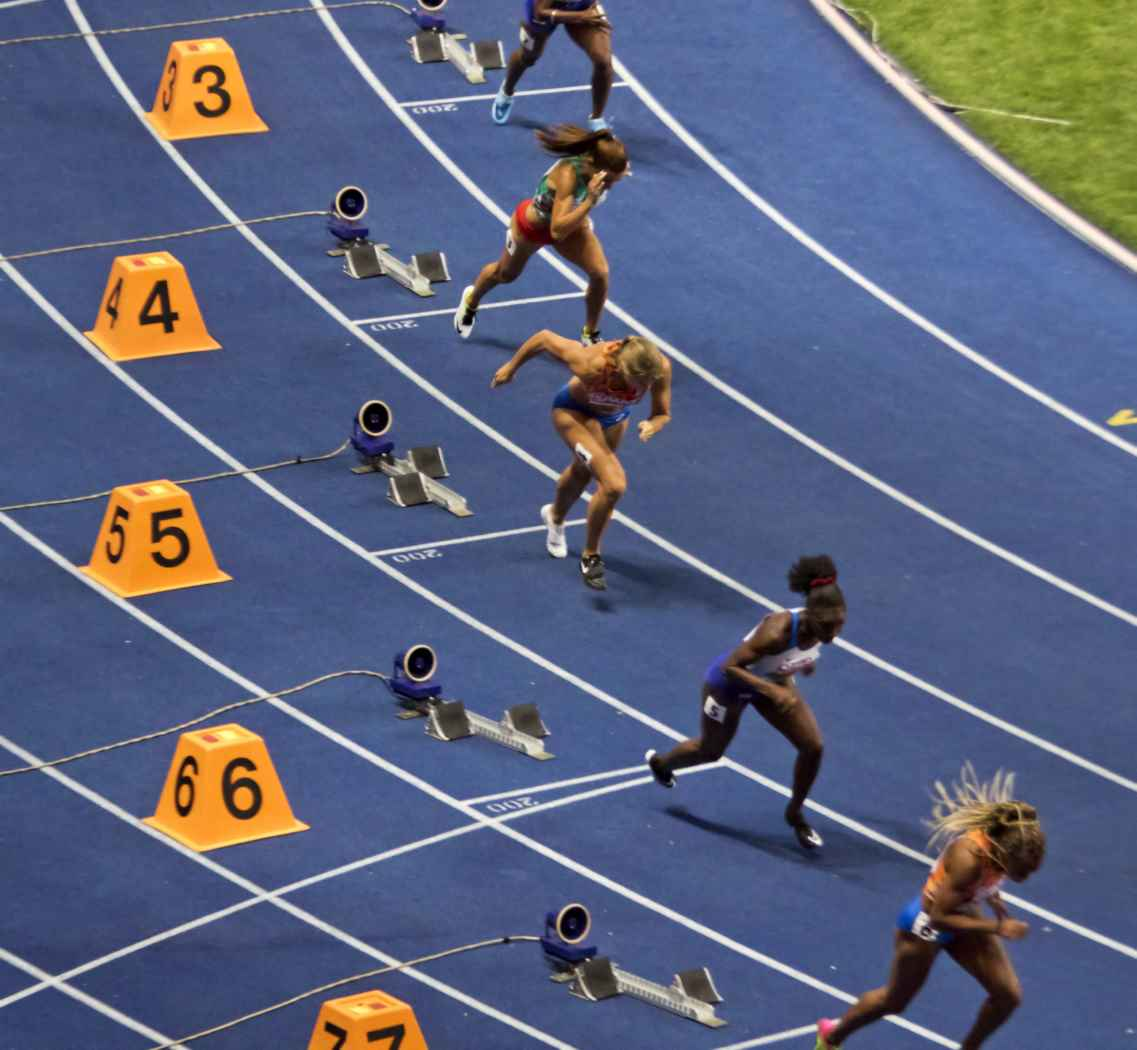
O começo da final

Vento: 0,2 m / s 
| Posição           | Raia | Atleta             | Nacionalidade | Tempo | Notas                |
| ----------------- | ---- | ------------------ | ------------- | ----- | -------------------- |
| Medalha de ouro   | 5    | Dina Asher-Smith   | Grã-Bretanha  | 21.89 | ,                    |
| Medalha de prata  | 4    | Dafne Schippers    | Países Baixos | 22.14 | Recorde da temporada |
| Medalha de bronze | 6    | Jamile Samuel      | Países Baixos | 22.37 | =                    |
| 4                 | 8    | Mujinga Kambundji  | Suíça         | 22.45 | Recorde da temporada |
| 5                 | 3    | Ivet Lalova-Collio | Bulgária      | 22.82 |                      |
| 6                 | 2    | Bianca Williams    | Grã-Bretanha  | 22.88 |                      |
| 7                 | 7    | Beth Dobbin        | Grã-Bretanha  | 22.93 |                      |
| 8                 | 1    | Laura Müller       | Alemanha      | 23.08 |                      |

Legenda
| Recorde mundial       | Recorde mundial (World record)               |                       | Recorde africano                      | Recorde africano (African) |                                           | Q | Classificado por posição (Qualified) |
| Recorde do campeonato | Recorde do campeonato (Championship record)  | Recorde da América    | Recorde da América (Americas)         | q                          | Classificado por melhor tempo (Qualified) |   |                                      |
| Melhor marca do ano   | Melhor marca do ano (World leading)          | Recorde asiático      | Recorde asiático (Asian)              | DNS                        | Não largou (Did not start)                |   |                                      |
| Recorde nacional      | Recorde nacional (National record)           | Recorde europeu       | Recorde europeu (European)            | DNF                        | Não terminou (Did not finish)             |   |                                      |
| Recorde pessoal       | Recorde pessoal do atleta (Personal best)    | Recorde da Oceania    | Recorde da Oceania (Oceania)          | DSQ / DQ                   | Desclassificado (Disqualified)            |   |                                      |
| Recorde da temporada  | Recorde da temporada do atleta (Season best) | Recorde sul-americano | Recorde sul-americano (South America) | NM                         | Sem marca (No mark)                       |   |                                      |